# Cheliferoides planus
Cheliferoides planus là một loài nhện trong họ Salticidae.
Loài này thuộc chi Cheliferoides. Cheliferoides planus được Arthur Merton Chickering miêu tả năm 1946.